# Caltathra paniki
Caltathra paniki är en insektsart som beskrevs av Otte, D. 1987. Caltathra paniki ingår i släktet Caltathra och familjen syrsor. Inga underarter finns listade i Catalogue of Life.